# Michèle Fitoussi
Pour les articles homonymes, voir Fitoussi.
Michèle Fitoussi, née le 24 novembre 1954 à Tunis, est une journaliste et romancière française. Éditorialiste au magazine féminin Elle, elle est l'auteure de plusieurs romans et l'une des fondatrices du festival théâtral Paris des Femmes en 2012. Elle est également la scénariste du film Victor.
Elle est divorcée du journaliste politique Nicolas Domenach, père de ses enfants Hugo et Léa Domenach.

## Œuvres
- 1987 : Le Ras-le-bol des super women
- 1990 : Cinquante centimètres de tissu propre et sec
- 1993 : Lettre à mon fils - et à tous les petits garçons qui un jour deviendront des hommes
- 1995 : Un bonheur effroyable
- 1998 : Des gens qui s’aiment
- 1999 : La Prisonnière, avec Malika Oufkir
- 2004 : Le Dernier qui part ferme la maison
- 2005 : ELLE, Une histoire des femmes avec Marie-Françoise Colombani
- 2007 : Victor
- 2010 : Helena Rubinstein, biographie
- 2014 : La Nuit de Bombay
- 2018 : Janet, biographie
- 2023 : La Famille de Pantin

## Distinctions
- Chevalier de la Légion d'honneur (2014)

Le 12 juillet 2013, elle est nommée au grade de chevalier dans l'ordre national de la Légion d'honneur au titre de « écrivain, journaliste, éditorialiste ; 26 ans de services ». Elle est faite chevalier le 22 septembre 2014 par Fleur Pellerin, ministre de la Culture.

## Scénariste
- 2009 : Victor réalisé par Thomas Gilou